# Ormoy (Eure-et-Loir)
Ormoy é uma comuna francesa na região administrativa do Centro, no departamento de Eure-et-Loir. Estende-se por uma área de 9,04 km². Em 2010 a comuna tinha 233 habitantes (densidade: 25,8 hab./km²).